# Devan Nair
Devan Nair a/l Chengara Veetil, cũng được biết đến với tên C. V. Devan Nair (tiếng Malayalam: ദേവന്‍ നായര്‍) (5 tháng 8 năm 1923–6 tháng 12 năm 2005), là Tổng thống thứ ba của Singapore được bầu bởi Quốc hội vào ngày 23 tháng 10 năm 1981. Ông tại chức Tổng thống cho đến khi từ chức vào ngày 28 tháng 3 năm 1985.

## Thời niên thiếu
Nair sinh ra tại Malacca, Malaysia, là con của một người Ấn Độ nhập cư I.V.K. Nair, đến từ Thalassery, Kerala. Ông và gia đình sau đó chuyển đến Singapore khi ông lên 10. Khi còn trẻ, ông được giáo dục tại Trường Tiểu học Rangoon Road và sau là tại Trường Victoria nơi ông đậu kỳ thi Senior Cambridge vào năm 1940.

## Sự nghiệp chính trị
Ban đầu, với tư cách là thành viên của Liên minh Cộng sản chống Anh, ông gia nhập vào Đảng Hành động Nhân dân (viết tắt tiếng Anh PAP) của Lý Quang Diệu vào năm 1954. Ông là thành viên duy nhất PAP thắng cử trong Cuộc tổng tuyển cử Malaysia, 1964, bởi khu vực Bangsar, gần Kuala Lumpur. Sau đó ông đã ở lại Malaysia khi Malaysia chi cắt với Singapore, và thành lập Đảng Hành động Dân chủ, rồi trở về Singapore để lãnh đạo phong trào công đoàn và thành lập Hôị nghị Liên minh Thương mại Quốc gia. Ông vào Quốc hội vào năm 1979 bằng việc thắng cử ghế Anson thống qua bầu cử và tại nhiệm qua cuộc tổng tuyển cử Singapore, 1980, nhưng từ chức vào năm 1981 để nhậm chức tổng thống. Sau đó vị trí của ông trong quốc hội được thay thế bởi nhà lãnh đạo đối lập Joshua Benjamin Jeyaretna, đây là lần đầu tiên kể từ năm 1972 Singapore có một thành viên trong đảng đối lập có chân trong quốc hội.

## Từ chức
Ngày 28 tháng 3 năm 1985, Nair từ chức không rõ lý do. Thủ tướng Lý Quang Diệu phát biểu ở Quốc hội rằng Nair từ chức để chữa chứng nghiện rượu, một cáo buộc mà Nair cực lực bác bỏ. Theo phản hồi của Nair, ông từ chức dưới áp lực của Lý Quang Diệu vì quan điểm chính trị của họ đối lập nhau và Lý đe dọa tìm kiếm sự truất phế ông ra khỏi ghế Tổng thống. Nair cũng đưa ra lý do rằng ông đã bị cho uống thuốc để ông bị mất phương hướng và bịa đặt các lời đồn đại nhằm hạ thấp uy tín của ông. Năm 1999, một bài viết về sự kiện này trên tờ báo Globe and Mail của Canada kết dẫn tới một lời phỉ báng từ Lý. Lời phỉ báng được đưa ra sau lời bào chữa của Nair'.

## Mất
Năm 1995, Nair, cùng với gia đình chuyển tới sống ở Hamilton, Ontario, Canada. Vợ ông, Avadai Dhanam, mất ngày 18 tháng 4 năm 2005. Nair mất trong cùng năm đó vào khoảng 2 giờ chiều, SST ngày 6 tháng 12.

## Gia đình
Nair có một người con gái, ba người con trai và năm cháu nội. Người con trai cả của ông, Janadas Devan, là một người biên tập cao cấp của tờ Straits Times. Người con trai thứ hai, Janamitra Devan, là Phó Giám đốc của World Bank Group, và người con trai thứ ba, Janaprakash Devan là một người thầu khoán tư ở Canada. Người con gái duy nhất của ông, Vijaya Kumari Devan tiếp tục sinh sống ở Hamilton, Ontario. Các cháu nội là: Gitanjali Devan, là một nhà tâm lý tốt nghiệp từ Viện Đại học Maryland và hiện tại đang làm việc tại Singapore; Priyanjali Devan và Kiran Devan, hiện tại là sinh viên Đại học ở Hoa Kỳ. Cháu trai của ông là JanaAvinash Devan, hiện tại đang theo học tại Đại học Washington ở Seattle, và JanaShaan Heng-Devan, đang học phổ thông ở Texas.
Một lần khi hoạt động chính trị ở Singapore trong thập niên 1950, Devan Nair đã bị chính phủ Anh bắt giữ. Khi đó, ông đã đọc các tác phẩm của Sri Aurobindo, đặc biệt là Life Divine và ông này đã trở thành thần tượng của Nair. Ông đã thăm viếng Pondicherry (hiện tại là Puducherry), và Auroville gần đó một vài lần đồng thời viết và phát biểu về tầm nhìn của Sri Aurobindo ở Hao Kỳ, Canada và các nước khác.